# باولو ليما
باولو ليما (بالإسبانية: Paulo Lima)‏ (20 يناير 1992 بمونتفيدو في الأوروغواي - ) هو لاعب كرة قدم أوروغواني في مركز الدفاع. لعب مع مونتيفيديو واندررز ونادي هوراكان.

## روابط خارجية
- باولو ليما على موقع قاعدة بيانات كرة القدم.إي يو (الإنجليزية)
- باولو ليما على موقع Soccerway.com (الإنجليزية)
- باولو ليما على موقع عالم كرة القدم.نت (الإنجليزية)
- باولو ليما على موقع AS.com (الإسبانية)